# Sapun
Der Sapun (russisch und ukrainisch Сапун-гора) 
ist ein annähernd 240 Meter hoher Höhenzug auf der Halbinsel Krim.  
Der Sapun liegt etwas über einen Kilometer südlich der Bucht von Sewastopol. Die Bebauung der nordwestlich liegenden Stadt Sewastopol reicht heute bis in den Höhenzug hinein.
Im Zweiten Weltkrieg fand dort die Schlacht um Sewastopol und die Schlacht um die Krim statt. Im Gedenken an die Kämpfe wurde in den 1960er Jahren eine Gedenkstätte errichtet.